# Moth to a Flame
"Moth to a Flame" é uma canção do supergrupo sueco Swedish House Mafia e do músico canadense The Weeknd, lançada em 22 de outubro de 2021 como terceiro single do álbum Paradise Again (2022).

## Antecedentes e lançamento
A colaboração foi primeiramente revelada pelo Swedish House Mafia após sua apresentação no MTV Video Music Awards de 2021 em 12 de setembro de 2021. Posteriormente, em 19 de outubro de 2021, the Weeknd soltou um teaser em suas plataformas de mídia social. A canção foi lançada gradualmente em diferentes mercados de acordo com seus fusos horários em 21 de outubro de 2021, e estreou nos Estados Unidos junto com o 20º episódio do programa de rádio de the Weeknd, Memento Mori, exibida na rádio Beats 1, o qual foi apresentado pelo Swedish House Mafia em comemoração ao lançamento do single.

## Recepção crítica
Starr Bowenbank da revista Billboard comparou "Moth to a Flame" ao single de sucesso de 2019 de the Weeknd "Blinding Lights", destacando seu sintetizador como sendo ameaçador de uma maneira semelhante àquele single.

## Vídeo musical
O videoclipe da canção estreou em 22 de outubro de 2021, junto com o lançamento do single e foi dirigido por Alexander Wessely. 

## Lista de faixas
- Download digital / streaming

1. "Moth to a Flame" – 3:54
2. "Moth to a Flame" (Extended Mix) – 5:00
3. "Moth to a Flame" (Chris Lake Remix) – 4:38
4. "Moth to a Flame" (Tourist Remix) – 4:53

## Paradas e posições
| País/Parada (2021–22)                             | Melhor posição |
| ------------------------------------------------- | -------------- |
| Austrália (ARIA)                                  | 8              |
| Áustria (Ö3 Austria Top 75)                       | 19             |
| Bélgica (Ultratop 50 de Flandres)                 | 17             |
| Bélgica (Ultratop 50 da Valônia)                  | 16             |
| Canadá (Canadian Hot 100)                         | 7              |
| Canadá (Billboard AC)                             | 26             |
| Canadá (Billboard CHR/Top 40)                     | 7              |
| Canadá (Billboard Hot AC)                         | 15             |
| Comunidade dos Estados Independentes (Tophit)     | 154            |
| República Checa (Singles Digitál Top 100)         | 21             |
| Croácia (HRT)                                     | 5              |
| Dinamarca (Hitlisten)                             | 10             |
| Europa (Billboard Euro Digital Song Sales)        | 9              |
| Finlândia (Suomen virallinen lista)               | 6              |
| França (SNEP)                                     | 34             |
| Alemanha (Offizielle Deutsche Charts)             | 14             |
| Mundo (Billboard Global 200)                      | 10             |
| Grécia (IFPI)                                     | 3              |
| Hungria (Rádiós Top 40)                           | 30             |
| Hungria (Single Top 40)                           | 11             |
| Hungria (Stream Top 40)                           | 15             |
| Índia (IMI)                                       | 7              |
| Irlanda (IRMA)                                    | 13             |
| Itália (FIMI)                                     | 39             |
| Lituânia (AGATA)                                  | 4              |
| México (Airplay)                                  | 23             |
| Países Baixos (Dutch Top 40)                      | 10             |
| Países Baixos (Single Top 100)                    | 19             |
| Nova Zelândia (Recorded Music NZ)                 | 13             |
| Noruega (VG-lista)                                | 7              |
| Polónia (Polish Airplay Top 100)                  | 78             |
| Portugal (AFP)                                    | 11             |
| Singapura (RIAS)                                  | 11             |
| Eslováquia (Rádio Top 100)                        | 50             |
| Eslováquia (Singles Digitál Top 100)              | 13             |
| África do Sul (RISA)                              | 22             |
| Espanha (PROMUSICAE)                              | 56             |
| Suécia (Sverigetopplistan)                        | 5              |
| Suíça (Schweizer Hitparade)                       | 10             |
| Reino Unido (UK Singles Chart)                    | 15             |
| Reino Unido (UK Dance Chart)                      | 4              |
| Ucrânia (Tophit Airplay)                          | 94             |
| Estados Unidos (Billboard Hot 100)                | 27             |
| Estados Unidos (Billboard Dance/Electronic Songs) | 2              |
| Estados Unidos (Billboard Mainstream Top 40)      | 20             |

## Histórico de lançamento
| País           | Data                  | Formato                    | Gravadora | Ref.   |
| -------------- | --------------------- | -------------------------- | --------- | ------ |
| Vários         | 22 de outubro de 2021 | Download digital streaming | Republic  | [ 53 ] |
| Estados Unidos | 26 de outubro de 2021 | Rádios contemporary hit    | Republic  | [ 54 ] |